# Jean van Silfhout
Jean Baptiste van Silfhout (Sloten, 4 febbraio 1902 – Giakarta, 1956) è stato un nuotatore, canottiere e pallanuotista olandese.
Ha partecipato, nel nuoto,  alla gara dei 100 metri stile libero e nella pallanuoto ai Giochi di Anversa 1920, nel canottaggio, nella specialità del quattro con ai Giochi di Parigi 1924, e ancora nella pallanuoto ai Giochi di Amsterdam 1928.